# Kanada na Zimních olympijských hrách 1994
Kanada se účastnila Zimní olympiády 1994. Zastupovalo ji 95 sportovců (66 mužů a 29 žen) v 10 sportech.

## Medailisté
| Medaile | Jméno | Sport                | Soutěž                 |
| ------- | --- | -------------------- | ---------------------- |
| Zlato   | Myriam Bédardová | Biatlon              | Ženy 7.5 km sprint     |
| Zlato   | Myriam Bédardová | Biatlon              | Ženy 15 km             |
| Zlato   | Jean-Luc Brassard | Akrobatické lyžování | Muži boule             |
| Stříbro | Elvis Stojko | Krasobruslení        | Muži jednotlivci       |
| Stříbro | Philippe Laroche | Akrobatické lyžování | Muži akrobatické skoky |
| Stříbro | Corey Hirsch Adrian Aucoin Derek Mayer Brad Werenka Ken Lovsin Todd Hlushko Fabian Joseph Paul Kariya Dwayne Norris Greg Johnson Brian Savage Wally Schreiber Todd Warriner Greg Parks Mark Astley Jean-Yves Roy Chris Kontos David Harlock Manny Legace Allain Roy Chris Therien Brad Schlegel Petr Nedvěd | Lední hokej          | Turnaj mužů            |
| Stříbro | Nathalie Lambert | Short track          | Ženy 1 000 m           |
| Stříbro | Christine Boudrias Isabelle Charest Angela Cutrone Sylvie Daigle | Short track          | Ženy štafeta 3 000 m   |
| Stříbro | Susan Auchová | Rychlobruslení       | Ženy 500 m             |
| Bronz   | Ed Podivinsky | Alpské lyžování      | Muži sjezd             |
| Bronz   | Isabelle Brasseurová Lloyd Eisler | Krasobruslení        | Sportovní dvojice      |
| Bronz   | Lloyd Langlois | Akrobatické lyžování | Muži akrobatické skoky |
| Bronz   | Marc Gagnon | Short track          | Muži 1 000 m           |